# Großer Emu
Der Große Emu (Dromaius novaehollandiae) ist eine flugunfähige Vogelart aus der Gruppe der Laufvögel und die einzige überlebende Art der Familie der Emus (Dromaius). Es ist die größte Vogelart der Fauna Australiens und nach dem Afrikanischen Strauß der zweitgrößte gegenwärtig lebende Vogel. Strauße und Emus sind trotz des relativ ähnlichen Habitus nicht näher miteinander verwandt. Ihre Ähnlichkeit resultiert aus einer konvergenten Evolution.
Emus sind opportunistische Zugvögel, die lange Wanderungen unternehmen, um geeignete Nahrungsgründe zu finden. Gelegentlich kommt es dabei zu Massenwanderungen, bei denen manchmal mehrere tausend Vögel  gemeinsam in nahrungsreichere Regionen ziehen. Lange Wegstrecken legen Emus in einem gleichmäßig schnellen und kraftsparenden Trott zurück. Ihre maximale Laufgeschwindigkeit liegt bei 50 Kilometer pro Stunde, die sie über einige Distanz einhalten können.

## Der Name
Emus wurden das erste Mal in Arthur Phillips Reisebeschreibung „Voyage to Botany Bay“ beschrieben, die 1789 erschien. Phillip bezeichnete sie noch als Neu-Holland-Kasuare. Ihre wissenschaftliche Bezeichnung erhielt diese Vogelart von dem Ornithologen John Latham, der eine Reihe australischer Vogelarten das erste Mal beschrieb und unter anderem auch an Phillips Buch mitarbeitete. Übersetzt bedeutet der wissenschaftliche Artname Neu-Holländischer Läufer.
Die Herkunft der in vielen Sprachen gebräuchlichen Bezeichnung „Emu“ ist dagegen unbekannt. Vermutet wird, dass der Name „Emu“ sich von einem arabischen Begriff für große Vögel ableitet. Portugiesische Entdecker haben so ursprünglich in Neuguinea die mit dem Emu verwandten Kasuare genannt. Später wurde der Name auf diese Art übertragen.

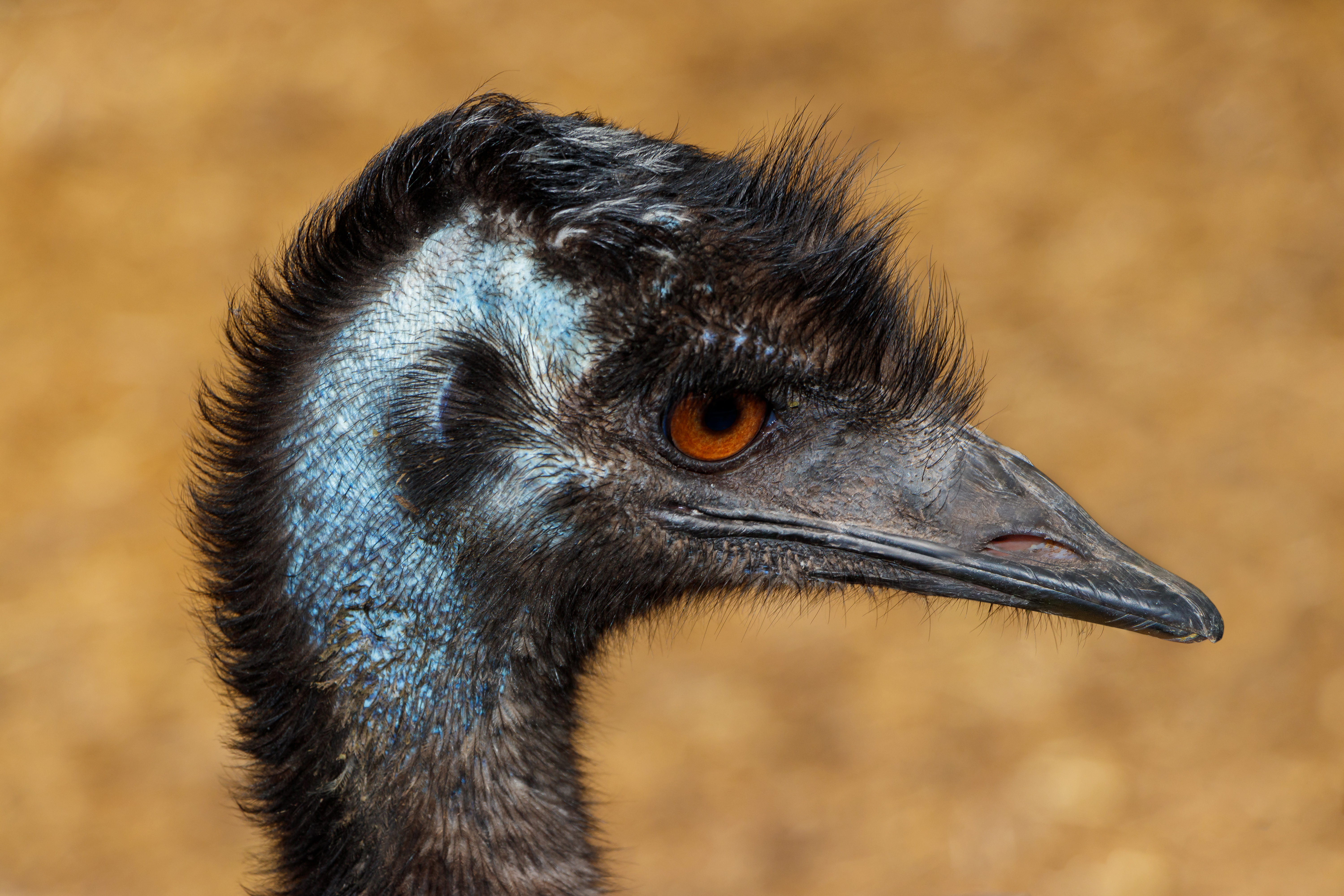
Kopf eines Emus

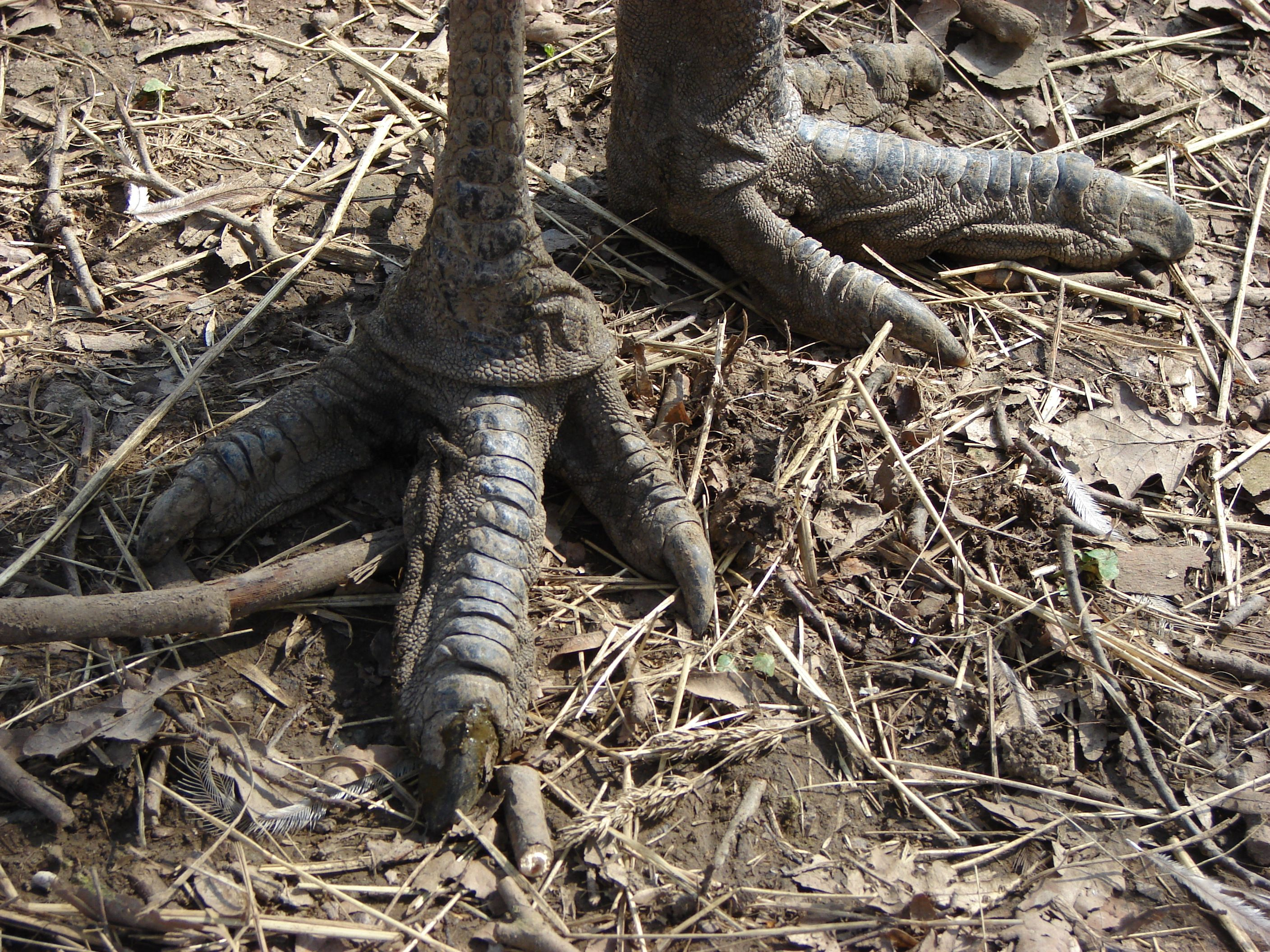
Zehenstellung

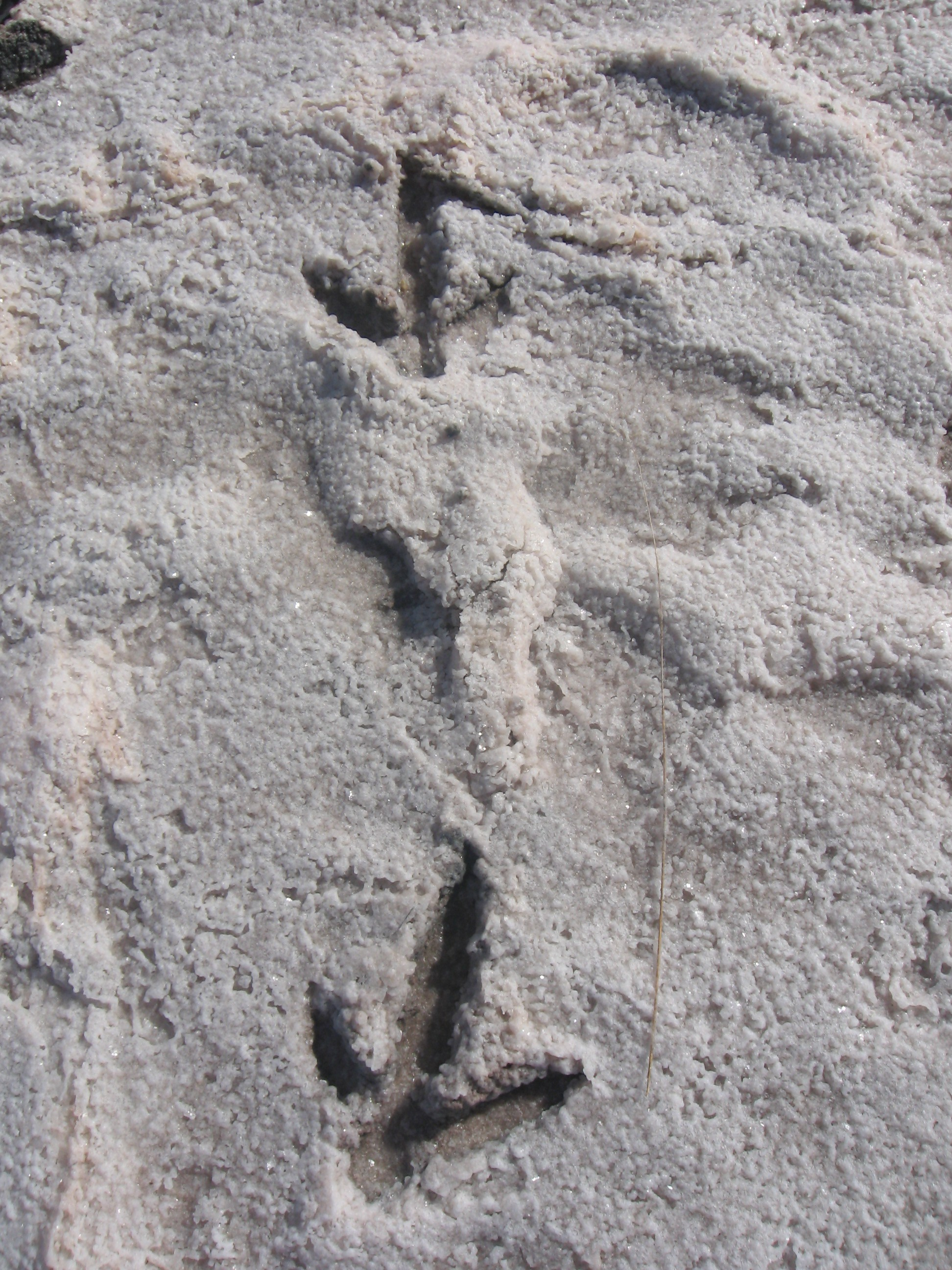
Spurenbild von Emus auf einem Salzsee

## Merkmale
Emus erreichen eine Körperhöhe zwischen 150 und 190 Zentimeter bei einer Schulterhöhe von 100 bis 130 Zentimetern. Männchen und Weibchen sehen einander sehr ähnlich; im Schnitt sind Weibchen etwas größer, schwerer und dunkler als Männchen. Mit einem Gewicht zwischen 30 und 45 Kilogramm sind Emus trotz der größeren Körperhöhe leichter als Helmkasuare. Der weitgehend unbefiederte Hals und die Beine sind lang. Von den Flügeln sind nur noch rudimentäre Stummel vorhanden. Die Flügelsehne ist etwa 20 cm lang und jeder Flügel hat eine kleine Kralle an der Spitze.
Die kräftigen Beine des Emus enden in drei Zehen, die nach vorne gerichtet sind. Diese Zehenstellung findet sich auch bei anderen, sich überwiegend auf dem Boden fortbewegenden Vogelarten wie etwa Wachteln. Der Afrikanische Strauß weist dagegen nur zwei Zehen auf. Eine stark entwickelte Beckenmuskulatur ermöglicht die hohe Laufgeschwindigkeit von 50 Kilometern pro Stunde, die Emus erreichen können. Der Anteil der Beckenmuskulatur am Gesamtgewicht eines Emus entspricht dabei dem Verhältnis der Flugmuskulatur zum Körpergewicht bei einem flugfähigen Vogel. Der Emu ist die einzige Vogelart, die auf der Rückseite der Unterschenkel den Musculus gastrocnemius, den Zweiköpfigen Wadenmuskel, aufweist.
Das grau-braune, zottelig wirkende Gefieder der Emus ist nach der Mauser dunkel. Die Gefiederpigmentierung hellt sich aber mit der Zeit durch die Sonneneinstrahlung ins Braune auf. Neben der Primärfeder entwickeln Emus eine Sekundär- oder Afterfeder, die an der Basis der Hauptfeder ansetzt und ebenso lang wie diese ist. Die Sonneneinstrahlung wird von den äußeren Federn des Gefieders absorbiert, während der lockere Aufbau des Gefieders die Haut isoliert. Diese Anpassung erlaubt es den Vögeln, auch während der heißen Tageszeit aktiv zu sein. Das Gefieder der Brust ist in der Regel deutlich heller gefärbt als das übrige Körpergefieder. Hals und Kopf sind gewöhnlich sehr dunkel und häufig sogar schwarz gefärbt. Auf beiden Halsseiten befinden sich oft zwei ca. 15 bis 20 cm lange und 3 bis 4 cm breite weiße Streifen. Der Schnabel ist sehr dunkel und zur Spitze hin leicht gekrümmt.
Die Jungtiere sind zur Tarnung längsseitig schwarzweiß gestreift, der Kopf schwarzweiß gesprenkelt.

## Stimme
Erwachsene Emus entwickeln im Hals eine Öffnung zwischen der Luftröhre und den Halsluftsäcken. Durch diese Öffnung können Emus die Luftsäcke als Resonanzraum nutzen und so tiefe, durchdringende und dröhnende Rufe von sich geben, die bis in eine Entfernung von zwei Kilometern zu hören sind. Die Vögel geben außerdem Grunz- und Zischlaute von sich. Emus sind am häufigsten während der Fortpflanzungszeit zu hören, in der übrigen Zeit sind sie meist still.

## Verbreitung, Unterarten und Lebensraum

Verbreitung auf dem australischen Kontinent (rosa markiert)

Emus sind in nahezu ganz Australien verbreitet. Im dicht bewaldeten tropischen Norden findet man sie allerdings recht selten. An der dichter besiedelten Ostküste Australiens gingen die Bestandszahlen zurück. Auf Tasmanien wurde die dortige Unterart des Großen Emus im 19. Jahrhundert ausgerottet. Der Große Emu wurde durch den Menschen auch auf der Känguru-Insel, wo ursprünglich die heute ausgestorbene Art Känguru-Insel-Emu heimisch war, sowie auf Maria Island in der Nähe der tasmanischen Küste eingeführt.
In dem großen Verbreitungsgebiet werden drei Unterarten unterschieden:
- Im Südosten Australiens kommt Dromaius novaehollandiae novaehollandiae vor. Sie ist die Nominatform dieser Vogelart und unterscheidet sich von den anderen Unterarten durch eine weiße Halskrause, die während der Fortpflanzungsperiode gezeigt wird.
- Im Norden kommt die Unterart D. n. woodward vor, die etwas zierlicher als die Nominatform ist und ein helleres Gefieder aufweist.
- D. n. rothschildi hat von allen Unterarten das dunkelste Gefieder und kommt im Südwesten Australiens vor.

Den Lebensraum der Emus bilden Eukalyptuswälder, offene Pflanzungen, Heideland, seltener trockene Ebenen oder gar Wüsten, die sie nur nach heftigen Regenfällen und dem dadurch bedingten großen Nahrungsangebot an Früchten und Beeren aufsuchen. Emus fehlen im tropischen Regenwald, in dem der Helmkasuar heimisch ist.

## Bestand
Vor der Besiedlung Australiens durch Europäer kamen insgesamt drei Emu-Arten in Australien vor. D. n. baudinianus und D. n. ater starben kurz nach Ankunft der ersten Europäer aus. Heute werden sie als Unterarten des Großen Emus angesehen. Auf Tasmanien wurde die dort vorkommende Unterart etwa um 1865 ausgerottet. John Gould bedauert in seinem bereits 1865 erschienenen Buch The Birds of Australia nicht nur das Verschwinden der tasmanischen Unterart, sondern auch den Rückgang des Großen Emus rund um Sydney. Er schlug damals schon die Unterschutzstellung dieser Vogelart vor. Bejagt wurde der Große Emu allerdings bis in die 1960er Jahre. Heute ist er durch den „Environment Protection and Biodiversity Conservation Act 1999“ unter Schutz gestellt.
Trotz der früher üblichen Bejagung hat der Große Emu von der Zunahme landwirtschaftlicher Flächen in den letzten zwei Jahrhunderten profitiert: Das ursprünglich für Schafe geschaffene vergrößerte Wasserangebot hat zu einer deutlichen Ausweitung der Brutgebiete geführt. Vermutet wird, dass die heutige Population größer ist als die vor der europäischen Besiedlung. Die Bestandszahlen variieren jedoch und sind abhängig von den Niederschlagsmengen. Geschätzt wird, dass zwischen 625.000 und 725.000 Vögel in Australien leben, davon etwa 100.000 bis 200.000 in West-Australien. Bei einzelnen kleinen Populationen in Regionen, in denen nur noch wenige Emus leben und die so isoliert sind, dass aus anderen Gebieten keine Vögel zuwandern, tragen fortschreitende Veränderungen ihres Lebensraums und Straßenunfälle zur Gefährdung des Fortbestands bei. Die Landesregierung von New South Wales hat deshalb die isolierten Populationen der North-Coast-Bioregion und von Port Stephens als gefährdet eingestuft.

## Lebensweise

### Aktivität
Den größten Teil des Tages verbringen Emus mit Fressen. Sie sind tagaktive Vögel, deren größte Aktivität auf die Morgen- und Abenddämmerung fällt. An heißen Sommertagen ruhen sie während der Mittagshitze im Schatten. Dann heben sie ihre Stummelflügel an und verschaffen sich so etwas Kühle. An sehr heißen Tagen halten Emus ihre Körpertemperatur, indem sie hecheln. Anders als bei vielen anderen Tierarten scheint das dadurch bedingte niedrige Niveau an Kohlendioxid im Blut bei ihnen keine Alkalose zu verursachen. Bei der normalen Atmung wird die eingeatmete Luft durch die Nasenpassage geführt. Die Luft wird dadurch angewärmt, bevor sie die Lungen erreicht. Bei der Ausatmung wird hier der Atemluft die Feuchtigkeit entzogen und absorbiert.
In der Regel sind Emus Einzelgänger oder treten in Paaren auf. Nur auf Wanderungen oder an Tränken kommen sie zu kleinen Gruppen zusammen, die sich schnell wieder auflösen. Kommen zwei Emus einander zu nah, zeigt der dominante Vogel dies durch Vorstrecken des Halses und einen Knurrlaut an; meistens nimmt einer der Vögel dann wieder Abstand, gelegentlich kommt es aber auch zu Aggressionen in Form von Schnabelpicken oder Treten.

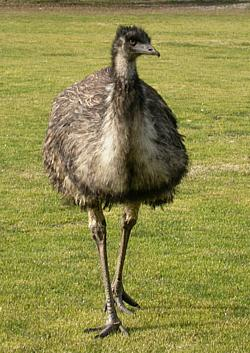
Großer Emu

### Ernährung
Emus zählen zu den größten Pflanzenfressern Australiens und fressen Nahrung mit vergleichsweise hohem Nährwert. Genutzt werden dabei sowohl ursprünglich in Australien einheimische Pflanzen als auch durch Europäer eingeführte.
Jüngere Tiere ernähren sich stärker carnivor und nehmen neben pflanzlicher Nahrung verstärkt Raupen, Heuschrecken und andere Wirbellose zu sich, während ältere vorwiegend Früchte, Beeren, Samen, Blüten, junge Pflanzenschösslinge, frisches Gras und Kräuter fressen. Die Nahrungszusammensetzung schwankt dabei in Abhängigkeit von der Jahreszeit. Bei Emus in Westaustralien konnte nachgewiesen werden, dass sie bis zum Regen bevorzugt Samen von Acacia aneura  fressen. Nach dem Niederschlag bevorzugen sie Grasschösslinge und Raupen. Im australischen Winter besteht ihre Nahrung überwiegend aus den Blättern und Samen von Cassia. Im Frühling sind Heuschrecken und Quandong-Früchte Hauptbestandteile ihrer Nahrung. Es wird angenommen, dass Emus einen erheblichen Beitrag bei der Verbreitung pflanzlicher Diasporen leisten und damit einen Einfluss auf die Erhaltung der australischen Biodiversität haben.
Zur besseren Zerkleinerung der Nahrung im Muskelmagen nehmen sie oft kleinere Steinchen (Gastrolithen), manchmal auch Holzkohle auf. Als Vorsorge gegen schlechtere Zeiten können die Vögel große Fettreserven anlegen; in Notzeiten können sie mehr als die Hälfte ihres Gewichtes verlieren. Emus haben einen hohen Wasserbedarf und müssen nahezu täglich trinken. Sowohl der Ausfall ihrer Nahrungsquellen als auch Wasserknappheit können somit zu den von den westaustralischen Farmern gefürchteten Massenwanderungen führen.

### Massenwanderungen
Von brütenden Männchen abgesehen sind Emus nicht ortsgebunden, sondern ziehen auf der Suche nach Nahrung umher. Verknappt sich das Nahrungsangebot und wird die Suche deswegen immer weiträumiger, treffen die normalerweise einzelgängerischen Emus immer häufiger auf andere Artgenossen. Sobald Emus mehrmals täglich auf andere Emus treffen, beginnen die Vögel, die jeweilige Region zu verlassen. Die Richtung, die sie bei diesen Wanderungen einschlagen, orientiert sich zu einem großen Teil am Wetter. Emus nehmen Wolken eines Niederschlagsgebietes optisch wahr und ziehen in diese Richtung. Sie orientieren sich aber auch am entfernten Donnergrollen von Gewittern oder dem Geruch feuchter Erde. Besonders ausgeprägt sind die Wanderbewegungen im Westen Australiens. Im Sommer ziehen in dieser Region Tiefdruckgebiete von der Nordküste nach Süden und Westen. Im Winter dagegen ziehen antarktische Tiefdruckgebiete aus dem Südwesten nach Norden. Ähnliche Wanderbewegungen, bei denen die Emus zum Teil beträchtliche Strecken ziehen, gibt es auch im Osten Australiens. Sie verlaufen jedoch dort nicht so auffällig wie im Westen.
Da die Emus sich auf ihrer Wanderung in einer gleichen Richtung bewegen und dabei sich häufig begegnen, verstärkt sich die Wanderungsbewegung zunächst. Alle Vögel bewegen sich mit einer Geschwindigkeit von etwa sieben km/h in die gleiche Richtung. Daher kommt es zumindest im westlichen Teil Australiens zu Wanderungen, an denen sich Tausende Tiere beteiligen können. Die Wanderungsbewegung endet erst, wenn die Emus eine Region mit reichhaltigem Nahrungsangebot erreicht haben oder vom State Barrier Fence (SBF, siehe unten) aufgehalten werden.
Wahrscheinlich sind die Wanderungen wenigstens zum Teil durch den Menschen und das durch ihn geschaffene Wasserangebot verursacht. Emus konnten dank künstlicher Wasserstellen Regionen besiedeln, die für sie früher zu trocken waren oder in denen sich nur kleine Populationen halten konnten. Damit hat sich aber auch die Zahl ziehender Individuen teils massiv erhöht. Dies stellt für einige landwirtschaftliche Gebiete ein Problem dar. Im Südwesten Australiens sind die Getreideanbaugebiete durch den State Barrier Fence geschützt.

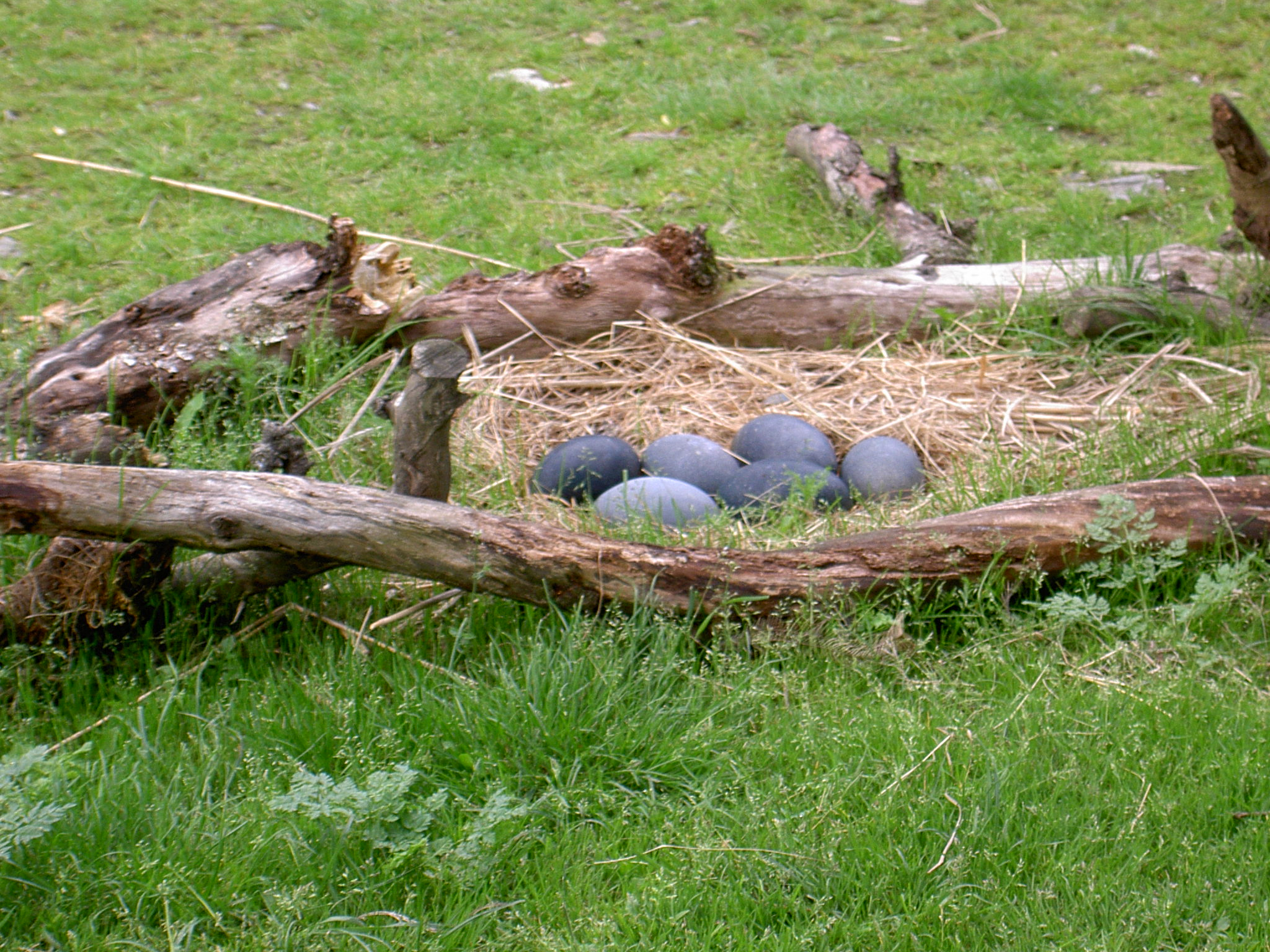
Gelege

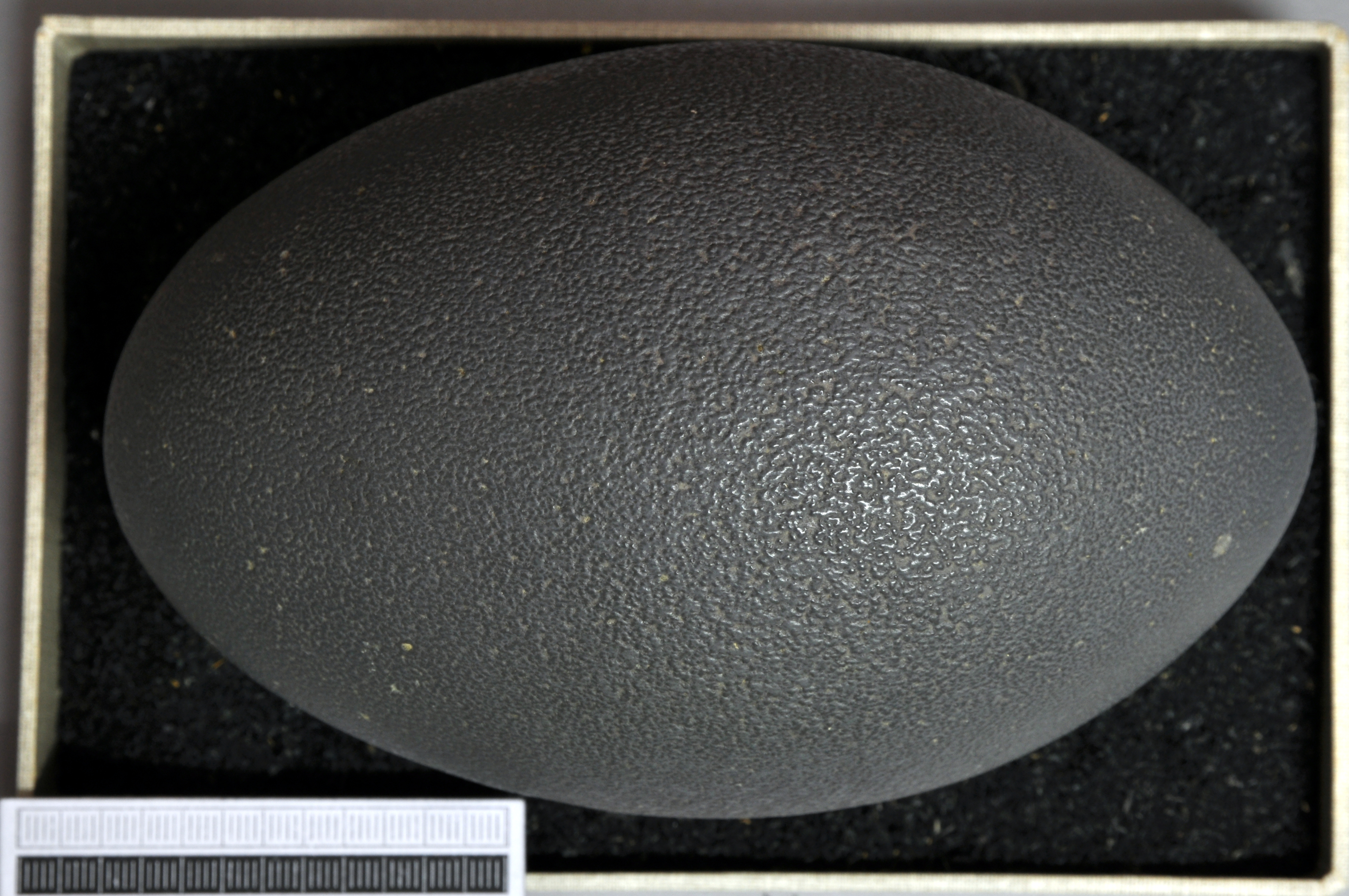
Ei, Sammlung Museum Wiesbaden

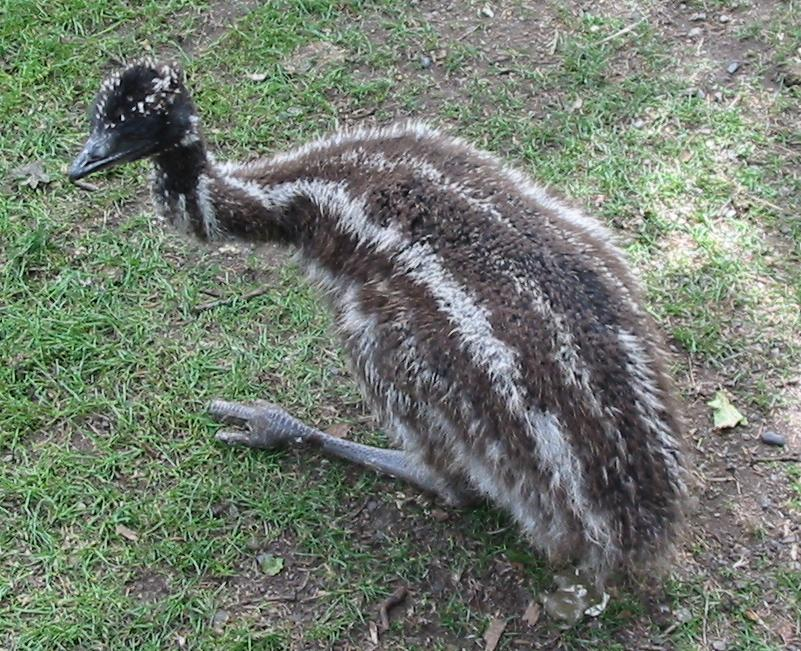
Junger Emu

### Fortpflanzung
Emus paaren sich in den australischen Sommermonaten Dezember und Januar und bleiben für einen Zeitraum von etwa fünf Monaten zusammen. Die Begattung des Weibchens erfolgt erst in den kühleren Monaten Mai und Juni. Bei den Männchen verändert sich der Hormonhaushalt in diesem Zeitraum sehr stark. Der Testosteron- und der LH-Hormon-Spiegel steigen stark an. Die Hodengröße verdoppelt sich. Die Männchen zeigen in dieser Zeit ein ausgeprägtes territoriales Verhalten und verteidigen ein Revier von etwa 30 km². Wenn ein Weibchen das Revier betritt, kommt es zur Balz. Dabei stehen die Vögel nebeneinander und schwenken gleichzeitig ihre Hälse hin und her. Schließlich setzt sich das Weibchen, und das Männchen greift von hinten mit dem Schnabel nach seinem Nacken. Dann kommt es zur Kopulation. Die Vögel verpaaren sich alle ein bis zwei Tage, und das Weibchen legt jeden zweiten oder dritten Tag ein zwischen 700 und 900 Gramm schweres Ei.
Das Weibchen legt zwischen April und Juni etwa 5 bis 15 zunächst dunkelgrüne, später nahezu schwarze Eier in das aus kleinen Stöcken, Blättern, Gras und Rinde gebaute und oft unter Büschen oder Bäumen angelegte Nest. Danach übernimmt jedoch das Männchen das Brutgeschäft. In seltenen Fällen bleibt das Weibchen in der Nähe des Geleges und verteidigt das Revier. Typischer ist, dass das Weibchen trotz der anfänglichen Paarbindung in das Revier eines anderen Männchens weiterwandert, sich dort erneut verpaart und Eier in ein Gemeinschaftsnest legt. Bei etwa der Hälfte der Küken, die ein Männchen ausbrütet, ist dieser nicht der Vater. In Jahren mit einem hohen Nahrungsangebot kann ein Weibchen bis zu drei Gelege haben.
Während der achtwöchigen Brutzeit nimmt das Männchen keine Nahrung zu sich und trinkt nicht. Es steht nur auf, um die Eier regelmäßig zu wenden, was etwa zehn Mal am Tag vorkommt. In dieser Zeit überlebt das Männchen nur dank seines gespeicherten Körperfetts und nimmt an Flüssigkeit nur das auf, was es als Morgentau vom Nest aus erreichen kann. Nach dem Schlüpfen der Jungen wird das Männchen hochaggressiv und kann zu dieser Zeit auch Menschen oder im Revier verbliebene Weibchen angreifen. Diese enge Vater-Kind-Bindung währt über einen Zeitraum von fünf bis sieben Monaten, in seltenen Fällen bis zu 18 Monate.
Die Jungen können nach etwa fünf Stunden laufen, und nach sieben Tagen verlassen sie gemeinsam mit dem Männchen den Neststandort. Frisch geschlüpfte Junge haben bereits eine Körperhöhe von 25 Zentimetern. Das charakteristische gestreifte Federkleid weisen sie für einen Zeitraum von etwa drei Monaten auf. Emu-Küken sind durch Dingos und Greifvögel gefährdet, denen sie zum Opfer fallen können, wenn sie sich zu weit vom Männchen entfernen. Gefährdet sind sie außerdem durch eine Reihe von Menschen eingeführter Tiere, wie die nicht in Australien beheimateten Füchse, Haushunde und verwilderte Schweine.
Ausgewachsen sind die Jungvögel nach 12 bis 14 Monaten. Ihre Geschlechtsreife erreichen sie im zweiten bis dritten Lebensjahr. In der Wildnis liegt ihre Lebenserwartung bei 10 bis 20 Jahren. In menschlicher Obhut gehaltene Vögel können jedoch mehr als doppelt so alt werden. Ein Emu aus einem Wildfang wurde in Washington 45 Jahre alt. Der älteste bisher bekannte Emu wurde im Tiergarten Nürnberg am 28. August 2017 im Alter von 46 Jahren wegen Altersschwäche eingeschläfert. Er war am 26. Februar 1971 im Frankfurter Zoo geschlüpft. Ein männliches Exemplar lebte über 55 Jahre im Naturzoo Rheine.

## Emus und der Mensch

### Der Emu als traditionelle Jagdbeute

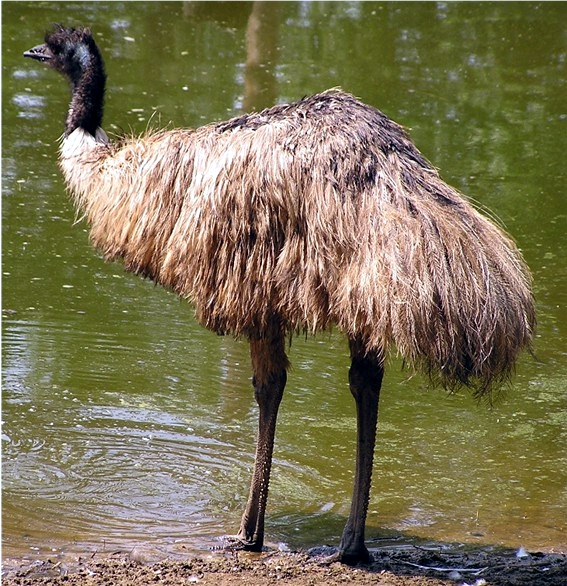
Rückansicht

Emus waren eine der Nahrungsquellen sowohl der Ureinwohner Australiens, der Aborigines, als auch der frühen europäischen Siedler.
Aborigines nutzten eine Reihe unterschiedlicher Techniken, um Emus zu jagen. Sie erlegten sie beispielsweise an Wasserlöchern mit Speeren oder vergifteten die von Emus genutzten Wasserlöcher. Emus wurden außerdem in Netzen gefangen. Angelockt wurden Emus, indem die Aborigines ihre Rufe nachahmten oder einen Ball aus Federn und Lumpen, der aus der Ferne der Körperkontur eines Emus glich, von einem Baum hängen ließen. Das aus den Fettreserven gewonnene Öl wurde von den Aborigines als Gleitmittel, Wundheilmittel und als Entzündungshemmer bei rheumatischer Arthritis eingesetzt. Vermischt mit Ocker wurde es für die traditionelle Körperbemalung verwendet. Mit dem Öl wurden außerdem die traditionellen hölzernen Werkzeuge gepflegt.
Europäische Siedler jagten Emus ebenfalls zur Nahrungsgewinnung. Ein wesentlicher Grund für die Jagd auf Emus war jedoch der Schutz des Farmlandes, wenn die Vögel während einer Dürreperiode auf der Suche nach Wasser und Nahrung auch auf landwirtschaftlich genutzte Flächen vordrangen.

### Der Emu-Krieg von 1932
Der sogenannte Emu-Krieg ist das bekannteste Beispiel für den Versuch, landwirtschaftliche Flächen während einer Massenwanderung von Emus zu schützen. Während der heißen Sommermonate wanderte eine große Anzahl von Emus – schätzungsweise 20.000 – in die Region von Campion und Walgoolan in Westaustralien ein. Die Massenansammlung der Vögel verunsicherte die Stadteinwohner von Campion und gefährdete die Weizenfelder. Die australische Regierung wollte daher durch den Einsatz von Militär mit Maschinengewehren die Anzahl der Vögel reduzieren.
Dieser Versuch schlug jedoch nahezu vollständig fehl. Mit den ersten Maschinengewehrsalven stoben die Vögel mit einer Fluchtgeschwindigkeit von bis zu 50 km/h auseinander. Nur wenige Vögel wurden von einer vollen Salve getroffen. Die meisten anderen, oft von mehreren Kugeln getroffen, liefen jedoch scheinbar unbeirrt weiter. Nach einer Woche brach man den Einsatz des Militärs ab, um ihn später wieder mit veränderter Taktik aufzunehmen. Über die Zahl der erlegten Emus gibt es unterschiedliche Angaben. Sie reichen von einigen wenigen Tieren bis zu Hunderten.

### Der Emu-Zaun
Der wirtschaftliche Schaden für Farmer, den ein Masseneinfall von Emus in landwirtschaftlichen Gebieten anrichten kann, ist so hoch, dass heute im Südwesten Australiens ein 1170 km langer Zaun, der State Barrier Fence, existiert, um Emus und Dingos fernzuhalten. Der Zaun entstand in mehreren Etappen zunächst als Rabbit-Proof Fence gegen die Kaninchenplage, dann auch als Schutz der Schafherden vor den Dingos und zum Schutz der Landwirtschaftsflächen vor den Emus. 180 cm hoch, reicht er derzeit von den Zuytdorp Cliffs im Norden von Kalbarri an der Westküste bis nach Jerdacuttup an der Südküste im Osten von Ravensthorpe. Unterhalten wird er vom Agriculture Protection Board (APB) und dem Department of Agriculture and Food (DAFWA) des Staates Westaustralien. Zurzeit (2016) werden zwei Lücken geschlossen: eine im Yigarn shire, eine zweite, 490 km lang, um das Esperance shire herum, als Ausweitung nach Osten. Die „Northern Mallee Declared Species Group“, eine Interessengemeinschaft der Farmer, verteidigt den Zaun als nichttödliche Barriere für Emus, Kängurus und Dingos. Er sei außerdem eine Feuerschutzlinie bei Buschbränden, und der Bau gebe Farmern zusätzliche Einkünfte.
Die Kosten des Erweiterungsprojekts werden auf 10,5 Millionen australische Dollar geschätzt. Eine Kosten-Nutzen-Analyse der Beratungsgesellschaft URS behauptet, dass für jeden ausgegebenen Dollar für den Zaun und seine Erhaltung zwei AU$ an Wildschäden erspart werden. Nach Fertigstellung, die für Mitte 2016 vorgesehen ist, soll der jährliche Nettonutzen drei Millionen AU$ betragen.

### Heutige Nutzung

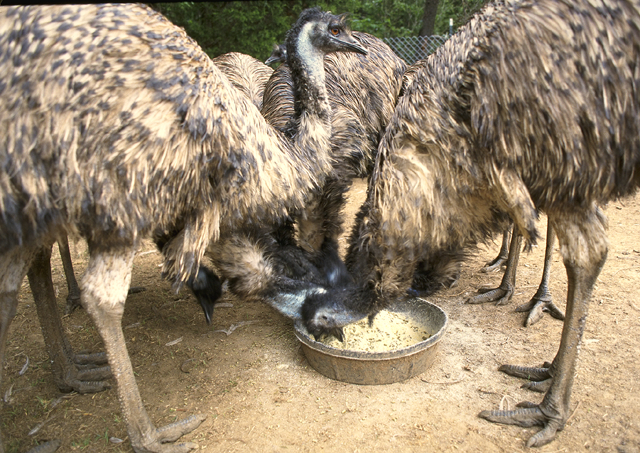
Auf einer Zuchtfarm gehaltene Emus während der Fütterung

Die kommerzielle Emu-Zucht begann 1987 in Westaustralien. Die ersten Tiere wurden 1990 geschlachtet. Das Emufleisch ist fettarm und zart und am ehesten mit Rindfleisch zu vergleichen. Es wird in Australien meist als Grillwurst und Emu-Burger verarbeitet. Daneben werden auch die Eier genutzt, aus der Haut wird Leder hergestellt, und nach wie vor wird aus den Fettreserven der Tiere Öl gewonnen. Das Öl wird in Kosmetika und bestimmten Naturheilprodukten verarbeitet. Emuleder hat eine auffällig genarbte Oberfläche. Meist wird es mit anderen Lederarten gemeinsam für kleinere Gegenstände wie Brieftaschen und Schuhe verarbeitet. Federn und Eier werden häufig im Kunsthandwerk verwendet.
Für die kommerzielle Haltung werden keine wildlebenden Emus eingefangen, sondern nur in Gefangenschaft gezüchtete Tiere genutzt. Bis auf Tasmanien verlangen alle australischen Bundesstaaten eine Lizenz für die Haltung von Emus.
Emus werden nicht nur in Australien kommerziell gezüchtet. Weit verbreitet ist die Zucht in Nordamerika; in den USA werden etwa eine Million Emus gehalten. Eine Bedeutung in der Emuzucht haben außerdem Peru und China.
Emus vermehren sich in Gefangenschaft sehr gut. Sie müssen in großen offenen Gehegen gehalten werden, da eine zu geringe Bewegungsfreiheit bei ihnen zu Bein- und Verdauungsproblemen führt. Gefüttert werden die Vögel normalerweise zweimal täglich mit Getreide, das mit Grünfutter ergänzt wird. Nach 50 bis 70 Wochen haben die Tiere ihr Schlachtalter erreicht. Weil Emus im Allgemeinen nicht aggressiv sind, werden sie häufig in Tierparks und Streichelzoos gehalten.

### Der Emu in der Mythologie der Aborigines
In der Mythologie der australischen Aborigines (der sogenannten Traumzeit) war der Emu eine der drei Schwestern (die drei Sterne des Gürtels des Sternbildes Orion), die zu Beginn der Traumzeit auf die Erde flogen. Zwei der Schwestern verließen die Erde wieder, lediglich der Emu blieb zurück. Da ein Emu ein ruheloses und höchst temperamentvolles Tier ist, konnte er nicht die Aufgabe übernehmen, Menschen zu gebären. Deswegen schuf der Emu den sogenannten Tnatanja Pol, einen Stern, auf dem die Menschensamen wachsen; weht der Wind sie nach rechts, werden daraus Männer, weht er sie nach links, werden daraus Frauen. Der Emu wird zur Erdmutter (Earth Mother). Auf diesem Weg werden in der Traumzeit die Rolle des Emu und die Menschwerdung erklärt.
Es gibt eine Reihe weiterer Mythen über die Emus. Die Yuwaalaraay und andere Gruppen in New South Wales führen die Entstehung der Erde auf ein Emu-Ei zurück, das in den Himmel geworfen wurde. Der „Kurdaitcha Man“, von dem die Mythen der Aborigines-Stämme in Zentralaustralien berichten, trägt Sandalen aus Emufedern, um seine Fußspuren zu verwischen.

### Kulturelle Bedeutung und Trivia
Die Bedeutung der Emus im Leben der Aborigines spiegelt sich nicht nur in ihrer Mythologie und ihrer traditionellen Kunst wider. So finden sich im nördlichen Queensland auf der Cape York Halbinsel Felsenzeichnungen, die Emus darstellen. Einige dieser Felsenzeichnungen werden auf ein Alter von 15.000 Jahren geschätzt.

Emu im Wappen Australiens

Der Emu gilt inoffiziell als der Nationalvogel Australiens. Gemeinsam mit dem Roten Riesenkänguru erscheint er als einer der Schildträger auf dem Wappen Australiens. Auch die australische 50-Cent-Münze, auf der das Wappen geprägt ist, zeigt folglich diese Vogelart. Zahlreiche australische Briefmarken bilden den Emu ab. Die Hüte einer früheren australischen Reiterbrigade waren ebenfalls mit Emufedern geschmückt.
Etwa 600 topographische Namen Australiens verweisen auf den Vogel. Dazu zählen Berge, Seen, Flussläufe und Städte. Auch eine Reihe von Produkten wurde nach diesem Vogel benannt – dazu zählen unter anderem Biersorten. So kann man in Australien „Emu Bitter“, „Emu Export“ und „Emu Draft“ trinken. Emu – Austral Ornithology ist die Bezeichnung der vierteljährlich erscheinenden Publikation der Royal Australasian Ornithologists Union. Der britische Unterhaltungskünstler Rod Hull, der gelegentlich auch im deutschen Fernsehen zu sehen war, trat mit einer Emu-Handpuppe auf. Zu den bekanntesten Kinderbüchern, die sich mit diesem Vogel beschäftigen, gehören die beiden Bilderbücher Edward the Emu und Edwina the Emu von Sheena Knowles, die von dem Leben einer Emufamilie erzählen. In der Simpson-Episode Lard of the Dance (Episode 5F20) ermutigt Marge den niedergeschlagenen Homer, eine Emu-Farm zu gründen, und schuf damit eine zumindest im englischen Sprachgebrauch zeitweilig häufig zu hörende Redewendung.
Im Sommer 2022 wurde der auf einem Bauernhof im südlichen Florida lebende Große Emu Emmanuel weltbekannt, nachdem er mehrfach die Webkamera seiner Halterin während der Aufnahme von über TikTok verbreiteten Lehrvideoclips über ihre Tiere angepickt oder umgeworfen hatte. Die Videos mit den lustigen Störungen durch den Emu gingen in Sozialen Medien wie Reddit und Twitter viral und wurden millionenfach angeschaut.

### Allgemeine Literatur
- Josep del Hoyo et al.: Handbook of the Birds of the World. Band 1: Ostrich to Ducks. Lynx Edicions, 1992, ISBN 84-87334-10-5.
- S. J. J. F. Davies: Emus. In: Australian Natural Historiy. Band 14, 1963, S. 225–229.

### Fachaufsätze
- A. E. Patak und J. Baldwing: Pelvic limb musculature in the emu Dromaius novaehollandiae: Adaption to high-speed running. In: Journal of Morphology 238, 1998, S. 23–37.
- S. K. Maloney und T. J. Dawson: The heat load from solar radiation on a large, diurnally active bird, the emu (Dromaius novaehollandiae). In: Journal of Thermal Biology 20, 1995, S. 381–387.
- S. K. Maloney und T. J. Dawson: Thermoregulation in a large bird, the emu (Dromaius novaehollandiae). In: Comparative Biochemistry and Physiology, Biochemical Systematic and Environmental Physiology, 164, 1994, S. 464–472.
- S. K. Maloney und T. J. Dawson: Ventilatory accommodation of oxyben demand and respiratory water loss in a large bird, the emu (Dromaius novaehollandiae), and a re-examination of ventilatory allometry for birds. In: Physiological Zoology 71, 1998, S. 712–719.
- E. L. Taylor et al.: Genetic evidence for mixed parentage in nests of the emu (Dromaius novaehollandiae). In: Behavioural Ecology and Sociobiology 47, 2000, S. 359–364.
- R. J. McGrath und D. Bass: Seed dispersal by Emus on the New South Wales north-east coast. In: Emu 99, 1999, S. 248–252.